# Virágosberek
Virágosberek (románul: Florești) falu Romániában, Erdélyben, Beszterce-Naszód megyében.

## Fekvése
Bethlentől északra fekvő település.

## Története

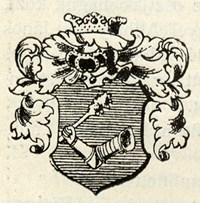
A Világosberky család címere

Virágosberek (Florești) nevét 1325-ben említette először oklevél Vylagusberk néven.
További névváltozatai:1332–1337 között Vijlagusbereg (helytelenül: Vylagulbereg). 1333-ban Wyragusberek. 1356-ban Viragosberk, (Németek lakják). 1392-ben Vilagusberek, 1437-ben Wyragosberk, 1587-ben Zeker Brette, Viragos Berek 1808-ban Berek (Világos-, Virágos-), 1861-ben Virágosberek, 1888-ban Virágosberek (Sirágu, Olvasva "Zsirágu"), 1913-ban Virágosberek.
Virágosberek kezdettől fogva a Becsegergely nemzetségbeli Somkereki család birtoka volt, kiknek őse Beche még a 13. században élt. Tőle e birtok 1304-ben fiaira: Jánosra és Giléthre, majd Giléth fiaira: Lászlóra, Mihályra és Becsére szállt.
1333-ban a pápai tizedjegyzék szerint Wyragusberek, sacerdos de Vylagulbereg [=Wyragusberek] már egyházas hely volt magyar lakossággal.
1392-ben a Somkerekiek utódai a birtokot 3 részre osztották maguk közt; 1. Virágosberki Beche fia István, 2. Nemegyei Mihály fia János és 3. Somkereki Gilét fia László; László fia László; Miklós fiai: János és Antal és András fia Márton között, a fentebb említett Virágosberki Istvánnak pedig itt egy állandó udvarházat engedtek át. 1530-ban Wyragosberek a Somkeréki Erdélyiek részbirtoka volt.
A trianoni békeszerződés előtt Szolnok-Doboka vármegye Bethleni járásához tartozott.
A települést egykor magyarok és németek lakták, amit római katolikus volta is bizonyít. Magyar lakói valószínűleg nagyrészt 1602–1603 és 1662–1663 között pusztulhattak ki, helyükre románok költöztek. A néhány megmaradt magyar lakosa – köztük a Dénes család is –, huzamos időn át vallását, nemzetiségét megőrizte, az 1800-as évek végére már elrománosodott.

## Források

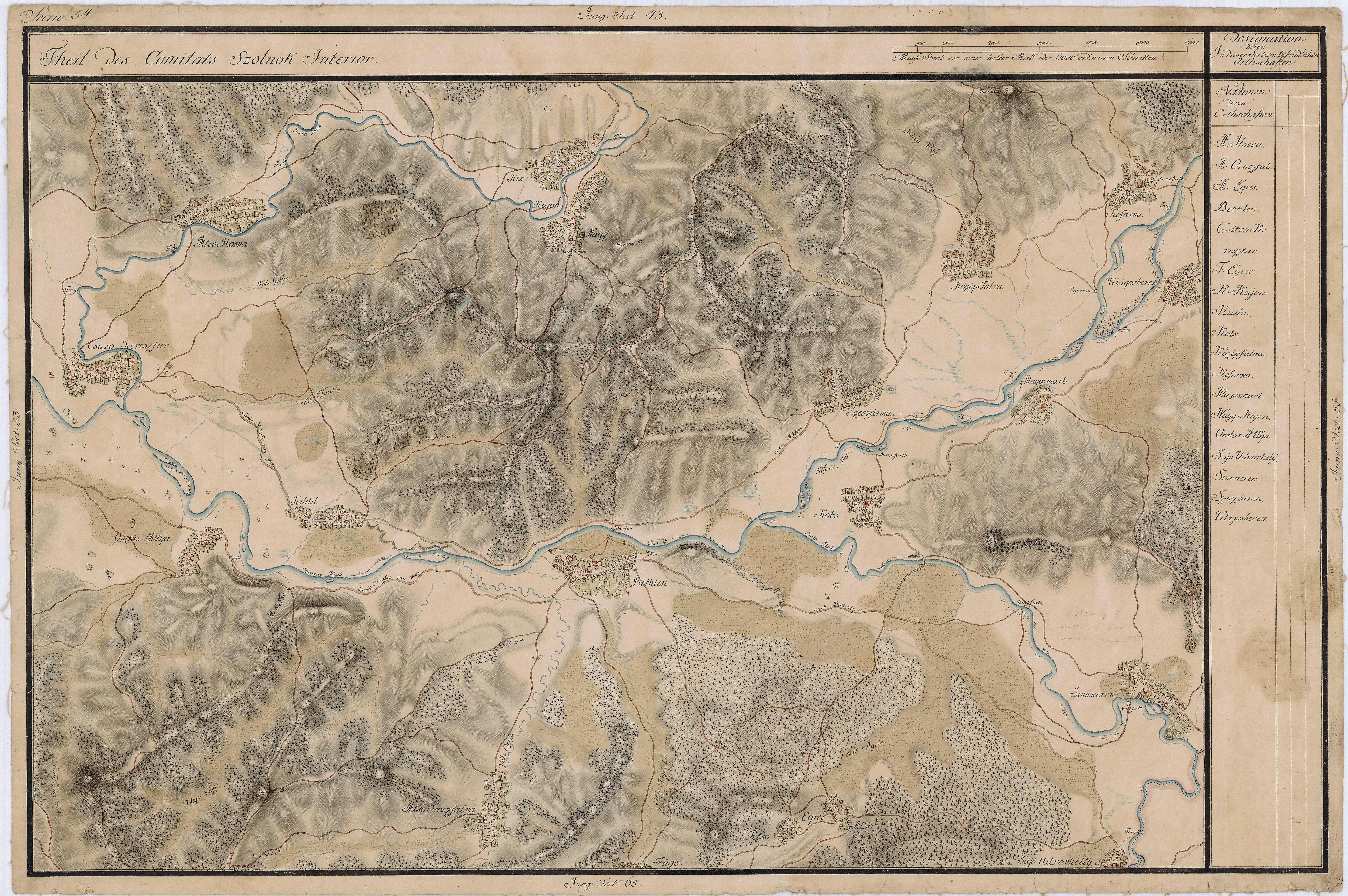
Virágosberek és környéke egy régi térképen